# Richard Lavenda
Richard Lavenda (* 1955 in New Jersey) ist ein US-amerikanischer Komponist.

## Leben
Lavenda studierte am Dartmouth College, der Rice University und der University of Michigan (Ph.D.). Seit 1987 unterrichtet er an der Shepherd School of Music der Rice University und wurde Professor für Komposition und Theorie. Seine Werke wurden in den USA, Israel, Südkorea, Deutschland, Tschechien, Ukraine, Finnland, Slowenien und Australien aufgeführt.